# Municipio de Jilotepec (Veracruz)
El municipio de Jilotepec se encuentra ubicado en la zona centro del estado mexicano de Veracruz en la región llamada Capital, es uno de los 212 municipios de la entidad. Está ubicado a una altitud de 1680 m s. n. m. Su cabecera es la localidad de Jilotepec. El nombre del municipio es algo curioso ya que hay un municipio con exactamente el mismo nombre, el municipio de Jilotepec, Estado de México
El municipio lo conforman 29 localidades en las cuales habitan 13,653 personas, es un municipio categorizado como Semiurbano.

## Localidades
Agua Dorada, Cerro de la Gallina, Colonia San Martín, El Esquilón, El Mirador, El Pueblito, San José, Jilotepec, La Concepción, Las Lomas, Linderos, Los Equimites, Barrio San Juan, Piedra de Agua, Rincón del Muerto, Vista Hermosa Primera Manzana, Vista Hermosa Segunda Manzana, Zacatal.
Principales localidades
| Cabecera municipal: Jilotepec cuenta con 3,097 habitantes, sus principales actividades son agricultura, ganadería y comercial. Se ubica a 11 km al Nornoroeste de la capital del Estado. La Concepción cuenta con 4,993 habitantes, sus principales actividades son la agricultura e industria. Se ubica a 6 km al Noreste de la cabecera municipal. Vista Hermosa cuenta con 1,500 habitantes, su principal actividad es la agricultura. Se ubica a 4 km de distancia de la cabecera municipal. Paso San Juan cuenta con 680 habitantes, su principal actividad es la agricultura. Se ubica a 9 km de distancia de la cabecera municipal, colinda con el municipio de Xalapa. El Pueblito cuenta con 700 habitantes, su principal actividad es la agricultura. Se ubica a 8 km de la cabecera municipal (a un costado de la carretera federal Xalapa-México). |

### Reseña histórica
Jilotepec es un pueblo muy antiguo, perteneció a la confederación de Tlacolulan.
En 1580, los habitantes de Tlacolulan informaron al alcalde mayor de Xalapa, que Jilotepec se fundó el año de 980; llegando después, en 1380 los teochichimecas, con los que tuvieron guerra, gobernando estos 109 años, es decir, hasta 1489 que vinieron los embajadores de Moctezuma a pedirles fuesen sus tributarios y la obediencia, la cual se les dio y le reconocieron por señor hasta la conquista del Marqués del Valle.
Bernardino Alvaréz, fraile español desarrolló diversas actividades humanitarias en hospitales de América durante el siglo XVI, y centró sus tareas especialmente en instalaciones para atender a los enfermos mentales. Es considerado siervo de Dios por la iglesia católica, y precursor de la psiquiatría. 
En 1811, se inauguró la parroquia de Jilotepec.
En 1915 el general Heriberto Jara combatió contra los zapatistas en El Esquilón, y en este lugar, antigua hacienda productiva de aguardiente en 1922, el gobernador Adalberto Tejeda, autorizó la fundación de la primera escuela-granja "Veracruz", a iniciativa del Prof. y Gral. Marcelino M. Murrieta, designado director general y la Dirección Técnica fue encomendada al Prof. Manuel C. Tello.
Extensión
Tiene una superficie de 56.437 km², cifra que representa el 0.07% del total del Estado de Veracruz.
Orografia
El municipio se encuentra ubicado en la zona central y montañosa del Estado y prácticamente sobre la depresión que forma la barranca de Actopan, que se origina en la vertiente Oriental del Cofre de Perote y termina cerca de la costa, siendo su topografía bastante accidentada, recorrido por la barranca de Jilotepec (nombre local de la llamada de Actopan) y como alturas notables están los cerros de Jilotepec, Esquilón, Cuajilote y otros.
Hidrografía
Se encuentra regado por el río Actopan y pequeños ríos tributarios.
Principales ecosistemas
Los ecosistemas que coexisten en el municipio son el de bosque caducifolio con especies de encino, fresno, álamo y sauce, donde se desarrolla una fauna compuesta por poblaciones de tejones, tlacuaches, zorrillos, conejos, zorros, armadillos, ardillas y tuzas.
Recursos naturales
Su riqueza está representada por minerales como la arena, arcilla y calizas, además su principal riqueza forestal está representada por coníferas.
Características y uso de suelo
Su suelo es de tipo andasol, se caracteriza por contener cenizas volcánicas, con tonalidades grisáceas. El 60% del territorio municipal es destinado a la agricultura, un 25% es dedicado a bosques y un 15% para viviendas. 
Monumentos históricos
En este aspecto destacan la hacienda de Paso San Juan ubicada en la congregación del mismo nombre, así como la Hacienda y antigua capilla de La Concepción, el panteón de La Concepción data del siglo XVI, la parroquia de Nuestra Señora De La Asunción en Jilotepec.
Límites municipales
Sus límites son:
- Norte: Coacoatzintla y municipio de Naolinco.

- Sur: Banderilla y Xalapa.

- Este: Municipio de Naolinco y Xalapa.

- Oeste: Rafael Lucio y Tlacolulan.

## Clima
Jilotepec tiene un clima principalmente frío y seco con lluvias casi todo el verano y en otoño y algunas más en invierno.

## Festividades
El municipio de Jilotepec celebra sus tradicionales fiestas en el mes de agosto el día 15 en honor a la virgen de La Asunción que es la patrona de la cabecera municipal, y posteriormente el 8 de diciembre se celebra a La Inmaculada Concepción en la misma congregación, el día 12 en Vista Hermosa y El Pueblito en honor a La Virgen de Guadalupe.  
Las demás localidades celebran sus fiestas patronales a lo largo del año.
Hermanamientos
El 13 de agosto de 2017 se firmó un convenio de lazos culturales y todo lo que conlleva entre Jilotepec y la delegación Cuajimalpa en la Ciudad de México.

### Índice del Desarrollo Humano de acuerdo al 2005
Concepto Referencia
Grado de desarrollo humano Medio
Índice de desarrollo humano 0.7792
Índice de educación 0.8071
Índice de salud 0.8633
Índice de Ingreso 0.6675
El índice de desarrollo humano, así como sus componentes varían entre 0 y 1. Un valor de 1 establece la meta o el valor máximo posible en cada componente.